# チベットの声

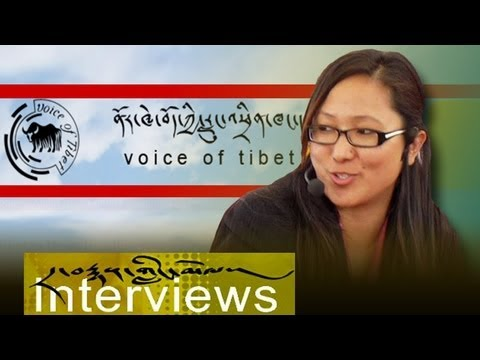
2013年にVoice of Tibetの編集長を務めるテンジン・パルドン

チベットの声（英語: Voice of Tibet，; 蔵文拼音：ནོར་ཝེ་བོད་ཀྱི་རླུང་འཕྲིན་ཁང་།）とは1992年5月14日にノルウェー人権ハウス、ノルウェーチベット委員会、ワールドビューライツの3つのNGOによって設立された放送局で、チベット亡命政府(ガンデンポタン)の立場を代表するラジオ局とされている。 
放送局はチベットと中国 、インド、ブータン、ネパールを受信対象にしている。
現在は米国 民主主義基金から資金を受けている。  
Voice of Tibetの目標はチベット人の生活 、 文化 、イベント、チベット国内およびチベット亡命政府全体の問題に関するニュースを提供することであるとしており、ダライ・ラマの最新の声明を放送している。 放送プログラムの一部は中国人リスナーを対象としており、中国の中国民主化運動について報告している。 彼らは 環境問題 、ヘルスケア（伝統的および現代的なもの両方）、そして地球規模の問題についての報告を載せている 。  
チベットの声の放送は、 インド洋 、 ロシア 、 中央アジアの送信機を通じて中国とチベットに届いている。 
中華人民共和国は、チベットの声の放送を中国共産党がチベット人に届けないようにジャミングしており、聴取が困難な状況になることがある。 

## 番組
- インターバル・シグナル（放送開始時）は、「偉大なるチベット国の国歌」である。

## 放送時間・周波数
- 放送中は、ジャミングを避けるために周波数が変更される。
- 以前は、中国語の番組も放送していたが、現在はオンラインでの中国語放送のみとなっている。

| 放送時間(UTC) | 周波数(kHz) | 出力 | 送信地       |
| ------------- | ----------- | ---- | ------------ |
| 13:00-13:06   | 9864        | 100  | タシュケント |
| 13:06-13:12   | 9874        | 100  | タシュケント |
| 13:12-13:30   | 9887        | 100  | タシュケント |
| 13:30-13:36   | 9864        | 100  | タシュケント |
| 13:30-13:36   | 9873        | 100  | タシュケント |
| 13:36-14:00   | 9893        | 100  | タシュケント |
| 13:36-13:42   | 9883        | 100  | タシュケント |
| 13:42-14:00   | 9873        | 100  | タシュケント |

※2025年5月現在の情報。

## 放送の目的
以下の目的があるとされる。
- チベットの人々と大多数の中国人に公平なニュースと情報を提供し、脅威にさらされているチベット文化を保護し、人権について国際的に認められた知識を教え、チベット亡命政府における民主主義制度と民主主義を促進する。
- チベットの生活、文化、イベント、チベット国内およびチベット全体の問題に関するニュースを提供する。